# 河合忠
河合忠（かわい ただし、1931年10月14日- ）は、日本の医学者・血液学者・臨床検査専門医。自治医科大学名誉教授。

## 来歴
北海道夕張市真谷地生まれ。1955年北海道大学医学部卒。
1956年米国ハワイ大学クアキニ病院インターン、1956年医学博士。1958年マイアミ大学医学部・ジャクソン記念病院レジデント、米国解剖病理学・臨床病理学認定医取得。1963年国鉄中央鉄道病院副医長、1966年日本大学医学部臨床病理学助教授、1972年教授・駿河台日大病院検査科部長。1974年自治医科大学臨床病理学教授・付属病院臨床病理部長。1997年名誉教授。国際臨床病理センター所長。2005年（財）国際医療技術交流財団（現：公益財団法人国際医療技術財団）理事長。2010年（財）予防医学事業中央会（現：公益財団法人予防医学事業中央会）理事長。2015年公益財団法人黒住医学研究振興財団理事長。
日本染色体遺伝子検査学会名誉会長（1984ｄ）、日本臨床病理学会（現・日本臨床検査医学会）会長（1986－1991）、世界病理学・臨床検査医学会連合会長（1991-1993）などを歴任。
第8回電気泳動学会児玉賞、第49回保健文化賞、日本臨床検査医学会功労賞、世界病理・臨床病理学会連合最高栄誉賞“金の杖”賞、日本医師会優功賞などを受賞。

## 著書
- 『血液凝固』医学書院 日常検査法シリーズ 1965
- 『血漿蛋白 その基礎と臨床』医学書院 1969
- 『プライマリケアのための臨床検査の手引き』朝日新聞社　1982
- 『早期発見のための検査ガイド』保健同人社 1986
- 『薬剤師のための臨床検査シリーズ 1病気と臨床検査』薬事日報社 1991
- 『目で見る検査データの考え方 第2集 (血液化学検査・免疫血清検査)』協和企画通信 1991
- 『目で見る初期診療の検査計画と結果の読み方』東京医学社 1998
- 『私の臨床検査史 米国編』Excerpta Medica, c1999.
- 『琥珀色の奇跡 ウイスキーラベルの文化史』現代創造社 2007

### 共編著
- 『症状による診断から治療まで』日野志郎他編　中外医学社　1965
- 『衛生検査技師講座 5 英語』河合式子共著 医学書院 1966
- 『図解診断のための検査の進め方』共編著　医学書院　1966
- 『臨床血清学』小酒井望共著　宇宙堂八木書店　1966
- 『日常検査の使い方』小酒井望他編　中外医学社　1967
- 『ハンディ臨床検査法』共編著　宇宙堂八木書店　1968
- 『衛生検査技師講座 第17 臨床病理学総論』共著 医学書院 1968
- 『内科診断学』有賀槐三編　南山堂　1970
- 『免疫不全 その基礎・臨床・分析法』大国真彦共編著 中外医学社 1971
- 『免疫グロブリン病ーミエローマを中心として　免疫学叢書11』畔柳武雄他編　医学書院　1971
- 『血漿蛋白質・血漿電解質・アシドーシスとアルカローシス　臨床内科全書7』高橋忠雄他編　金原出版（株）　1971
- 『免疫の臨床』森田久男編　東京医学社　1972
- 『臨床免疫病学』畔柳武雄・大藤真編　南江堂　1972
- 『血漿蛋白代謝異常　基本皮膚科学Ⅱ』小島理一他編　医歯薬出版（株）1972
- 『免疫血液学的検査　臨床検査技師全書3』編著　医学書院　1972
- 『正常値と異常値の間 その判定と対策』日野原重明共編 中外医学社 1972
- 『セルロースアセテート電気泳動法による血清蛋白分画 泳動技術と分画像のよみ方』青木紀生共著 宇宙堂八木書店 1972
- 『演習臨床病理学 Reversed C.P.C.』河野均也共著 中外医学社 1973
- 『免疫電気泳動法』大谷英樹共著 医学書院 日常検査法シリーズ 1973
- 『臨床検査技術全書 第4巻 免疫血清検査』編集 医学書院 1973
- 『免疫学からみた肝臓疾患　臨床免疫学叢書5』畔柳武雄他編　医学書院　1974
- 『臨床血液学第2版』長谷川弥人・日野志郎編　医学書院　1974
- 『日本医師会臨床検査指針改訂第3版』金原出版（株）1975
- 『臨床病理の実際 症例を中心とした病態解析』土屋俊夫,河野均也共著 日本医事新報社出版局 1975
- 『血漿タンパク検査』桜林郁之介共著 医学書院 日常検査の基礎知識シリーズ 1976
- 『新内科学大系Ⅱｂ　主要症状』吉利和他監修　中山書店　1976
- 『新臨床内科学』阿部正和・日野原重明編　医学書院　1976
- 『内科マニュアル』阿部裕他編　永井書店　1977
- 『臨床遺伝学叢書４　内科・小児科疾患の遺伝』柴田進・北川照男編　医学書院　1977
- 『内科シリーズ27　出血傾向のすべて』前川正編　南江堂　1977
- 『臨床診断学　診察編』共編著　医学書院　1977
- 『セット検査 検査の組合せによる病態のスクリーニング』小酒井望,阿部正和共編集 宇宙堂八木書店 1977
- 『感染・アレルギー・免疫病学』本間光夫共編集 医学書院 1978
- 『血液ガス』共編　医学書院　1978
- 『内科シリーズ28　骨髄腫のすべて』三好和夫編　南江堂　1978
- 『微生物検査必携―免疫血清反応検査ー』厚生省監修　日本公衆衛生協会　1978
- 『血液病学』高久史麿編　医学書院　1978
- 『臨床診断学　検査編』阿部正和他編　医学書院　1978
- 『病理学総論』竹内正共編　日本医事新報社　1978
- 『病理学各論』竹内正共編　日本医事新報社　1978
- 『生涯教育シリーズ５　血液』安倍英・高久史麿共編　中山書店　1978
- 『酵素免疫測定法』石川栄治・宮井潔編著  医学書院　1978
- 『血液凝固 第3版』竹中道子共著 医学書院 日常検査法シリーズ 1978
- 『対談による臨床免疫学 1　免疫グロブリンと高免疫グロブリン血症』高月清共著 医学書院 1978
- 『新内科学大系51　血液・造血器疾患Ⅲ』鎮目和夫他編　中山書店　1979
- 『新免疫学叢書8　免疫病―最近の進歩』畔柳武雄他編　医学書院　1979
- 『メディコピア１　血漿蛋白』共著　富士臓器製薬（株）　1979
- 『HDL-コレステロール 基礎と臨床』桜林郁之介共責任編集 テクノ 1980
- 『細胞免疫検査』笠倉新平共編集企画 金原出版 臨床検査mook 1980
- 『臨床検査室マニュアル 試薬・機器と基礎知識』編集 中外医学社 1980
- 『臨床家のための免疫学』矢田純一編　中外医学社　1980
- 『癌胎児性蛋白質』平井秀松・塚田裕共編　南江堂　1980
- 『老年病診療』小沢利男ほか編　六法出版社　1980
- 『小児臨床検査』中尾亨編　金原出版（株）1980
- 『内科セミナーＭ３　自己免疫と免疫不全』織田敏次他編　永井書店　1980
- 『内科学Ⅰ』森　博愛編　日本医事新報社　1980
- 『小児医学大系　出生前小児科学ⅴ』小林登他編　中山書店　1981
- 『新版にち本血液全書８　血漿蛋白と免疫グロブリン』全書刊行委員会編　丸善　1981
- 『免疫グロブリン製剤の基礎と臨床』編著　山之内製薬（株）　1981
- 『IgD型骨髄腫』編 協和企画通信 1981
- 『対談による臨床免疫学 2免疫生物学と免疫不全症』矢田純一共著 医学書院 1981
- 『臨床検査とコンピュータ 検査室のコンピュータ利用の実際と考え方』共編集 医典社 1981
- 『臨床薬学講座 6 臨床化学検査』共著 地人書館 1981
- 『感染免疫の知識』共編集 東京医学社 1982
- 『対談による臨床免疫学 3抗体産生と免疫過敏症』塩川優一共著 医学書院 1982
- 『内科Ｑ＆Ａ　血液疾患』高久史麿・宮崎保共編　金原出版（株）　1982
- 『内科学書』織田敏次他編　中山書店　1982
- 『感染症学　基礎と臨床』上田他泰他編　メジカルビュー社　1982
- 『わが国の臨床検査精度管理ーこの10年』日本医師会編　金原出版（株）　1982
- 『臨床免疫病学』畔柳武雄・大藤真共  南江堂　1982
- 『炎症と抗炎症療法』水島裕・塩川優一共編　医歯薬出版（株）　1982
- 『看護・医学事典』日野原重明ほか共編　医学書院　１９８２
- 『臨床家のための免疫学』矢田純一編　中外医学社　１９８２
- 『酵素免疫測定法』石川栄治・宮井潔共編　医学書院　1982
- 『臨床検査診断学』山中學・熊原雄一共編著　医学書院　1982
- 『検査診断学』屋形稔共編 南山堂 1983
- 『内科セミナーＭ２　分子病Ⅱ』織田敏次他編　永井書店　1983
- 『演習臨床病理学』土屋俊夫・河野均也共編著　中外医学社　1983
- 『生化学辞典』今堀和友・山川民夫監修　東京化学同人社　1983
- 『現代病理学大系３　代謝障害』飯島宗一編　中山書店　1983
- 『図解小児科講座３　診療手技と検査』小林登編　メジカルビュー社　1984
- 『臨床検査とコンピュータ』共編著　医典社　1984
- 『明日の医療６　医学教育』阿部正和編　中央法規出版　1985
- 『フルオロイムノアッセイ』宮井潔他編　講談社　1985
- 『扁桃－基礎編』斎藤英雄他編　日本医事新報社　1985
- 『異常値の出るメカニズム』屋形稔共編著　 医学書院 1985
- 『臨床検査Q&A・臨床検査総論』共編 金原出版 1985
- 『正常値ノート』共編著 薬事日報社 1986
- 『検査技師のための英語』鈴木伝次・河合式子共著　医学書院　1986
- 『麻酔科Ｑ＆Ａ』岡田和夫・沼田克維編　金原出版（株）　1986
- 『臨床検査と医学の進歩 SRLカルテ総集編』編 スペシアルレファレンスラボラトリー 1986
- 『臨床検査Q&A尿・その他の検体の検査』共編 金原出版 1986
- 『標準臨床検査医学』山中學・宮井潔共編著　医学書院　1987
- 『産婦人科医のための免疫学入門』坂元正一他編　金原出版（株）　1987
- 『解説　臨床免疫学』広瀬俊一編　科学評論社　1987
- 『今日『今日の検査指針』只野寿太郎共編 医学書院 1987
- 『今日の臨床検査』水島裕共編 南江堂 1987
- 『これからの検査部・検査医学』橋本仙一郎編　金芳堂　1987

- 『尿細管異常の検査と臨床』杉野信博共編 宇宙堂八木書店 1987
- 『臨床検査Q&A　血液の検査』共編 金原出版 1987
- 『Anual Review 腎臓』越川昭三他編　中外医学社　1988
- 『臨床産業医学全書２　産業内科学』阿部英他編　医歯薬出版　1988　改訂第5版』小酒井望他共編著　金原出版（株）　1988
- 『日本医師会　臨床検査指針
- 『新版　電気泳動実験法』平井秀松他編　河合式子共著　文光堂　1989
- 『リウマチ学』塩川優一監修　同文書院　1989
- 『エンドトキシン臨床研究の現状と展望』織田敏次監修　大林民典他共著　羊土社　1989
- 『初期診療における臨床検査の使い方・読み方』　編著　東京内科医会　1989
- 『臨床工学技士指定講習会テキスト改訂第2版』厚生省他監修　金原出版（株）　1990
- 『蛋白尿の考え方』杉野信博共編 医学書院 1990
- 『ナースのための臨床検査の知識』大沢忠、伊東紘一、小林由紀子、渡会丹和子共編 医学書院 JJNブックス 1991
- 『薬剤師のための臨床検査シリーズ 2　尿蛋白と尿糖』五十嵐すみ子共著 薬事日報社 1991
- 『よくわかる臨床検査診断 Reversed C.P.C』共編 日本医事新報社 1991
- 『性感染症　症候から見た検査の進め方』熊本悦明他共編著　医薬ジャーナル社　1991
- 『人間ドックマニュアル　健康評価と指導のポイント』日野原重明他編　医学書院　1991
- 『症状からみた臨床検査』共編 日本医師会 日本医師会生涯教育シリーズ 1992
- 『基準範囲ノート 臨床検査』共編 薬事日報社 1993
- 『老人臨床検査値の考え方(基準範囲)』編著 藤井潤,中村治雄,金沢康徳,秦葭哉著 薬業時報社 1993
- 『臨床検査のABC』橋本信也共編 日本医師会 日本医師会生涯教育シリーズ 1994
- 『高血圧の成因と治療 その新しい動向』共編 富士レビオ メディコピア 1995
- 『心筋梗塞はなぜおこる 予防とセルフケア』亀田治男, 山中學共編 富士レビオ メディコピア 1996
- 『検査技師のための英語』鈴木伝次共著 医学書院 1997
- 『臨床検査基準値ノート』屋形稔共編 薬事日報社 1999
- 『基準値と異常値の間 その判定と対策』編著 中外医学社 2001
- 『国際標準化のための臨床検査英和辞典』編著者代表 薬事日報社 2003
- 『健診判定基準ガイドライン』共著　文光堂　2003
- 『メディコピア46　アレルギーと関節リウマチ』共著  富士レビオ株式会社　2005
- 『世界の規格便覧第1巻～第4巻』飯塚幸三監修　共  日本規格協会　2005
- 『臨床検査室のためのISO 15189解説とその適用指針』青柳邁共著 丸善 2005
- 『基準値と異常値の間―その判定と対策改訂第6版』編著　中外医学社　2006
- 『臨床検査データブック2007－2008』高久史麿監修著共著　医学書院　2007
- 『ISO 15189臨床検査室認定をとるためのガイドブック』青柳邁共編 丸善 2008
- 『臨床検査室のためのISO 15189:2007 要求事項・用語の解説と認定事例』共著　日本規格協会　2008
- 『健診判定基準ガイドライン改訂新版』山門実ほか編共著　文光堂　2008
- 『内科学書 改訂第7版』編著　中山書店　2009
- 『最新尿検査 その知識と病態の考え方』伊藤喜久,堀田修,油野友二共著 メディカル・ジャーナル社 2014
- 『臨床検査基準値ノート 改訂新版』庄司優共編 薬事日報社 2015

### 翻訳
- Robert G.Hoffmann『臨床検査室における新しい標準化法』監訳 大谷英樹等訳 宇宙堂八木書店 1975
- Malcolm S.Thaler [ほか『現代の医免疫学』監訳 医学書院 1980
- Alex C.Sonnenwirth, Leonard Jarett [編『グラッドウォール臨床検査学』全3巻 医歯薬出版 1983
- 『ステッドマン医学大辞典第3版』監訳　メジカルビュー社　1992
- ナース版『ステッドマン医学事典』監訳　メジカルビュー社1998
- 『ステッドマン医学大辞典改訂第5版』【英和・和英】監訳　メジカルビュー社　2002
- Niall L.T.Cox, T.A.Roper 編『実技試験攻略のための基本的臨床技能』監訳 河合佳子,西堀眞弘,丸山敬訳 丸善 2009